# Dodecaedro romano

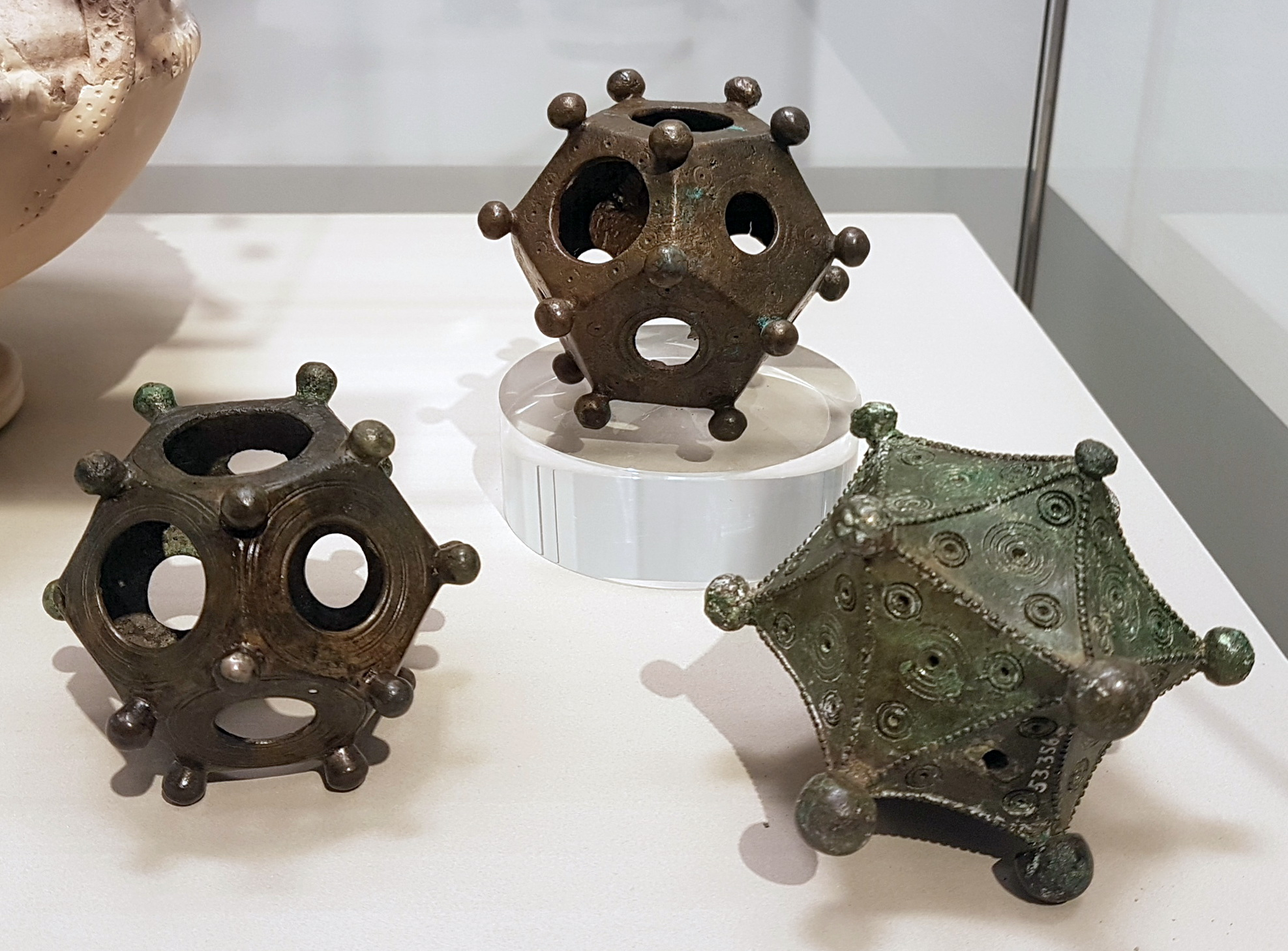
Dodecaedri e icosaedro romani ritrovati in Germania

Un dodecaedro romano è un oggetto cavo in bronzo o, più raramente, in pietra a forma di dodecaedro: l'oggetto ha dodici facce piatte pentagonali, ognuna delle quali reca un foro circolare di diametro variabile nel mezzo o, talvolta, solo delle decorazioni. Raramente mostrano segni di usura e non hanno numeri o lettere incisi. I dodecaedri romani vengono datati dal II al IV secolo d.C. 
Più di cento di questi dodecaedri sono stati trovati dal Galles all'Ungheria, con la maggioranza dei ritrovamenti in Germania e in Francia, ma nessuno a Roma o in Italia. Alcuni di questi oggetti sono stati trovati assieme a tesori in monete, il che fa presupporre che fossero considerati di gran valore dai proprietari. Dodecaedri più piccoli con le stesse caratteristiche ma realizzati in oro sono stati trovati nel sud-est asiatico, usati per scopi decorativi e la foggia richiama quelli trovati in Europa.
La funzione e l'uso di questi dodecaedri rimane senza spiegazione, in quanto non sono menzionati in alcun resoconto, cronaca o immagine dell’epoca romana. C’è anche chi ha avanzato l'ipotesi che il misterioso oggetto non sia stato veramente creato e utilizzato dai romani, ma appartenesse ad altre culture, anche antecedenti, e sia erroneamente definito "romano" solo in quanto è stato rinvenuto nei siti che una volta facevano parte dell’Impero.
Un oggetto archeologico analogo è stato rinvenuto nel 1953 nel villaggio di Arloff (non molto distante da Bonn): identificato erroneamente come dodecaedro, solo nel 1996 è stato effettivamente riconosciuto come peculiare esemplare di icosaedro.

## Descrizione

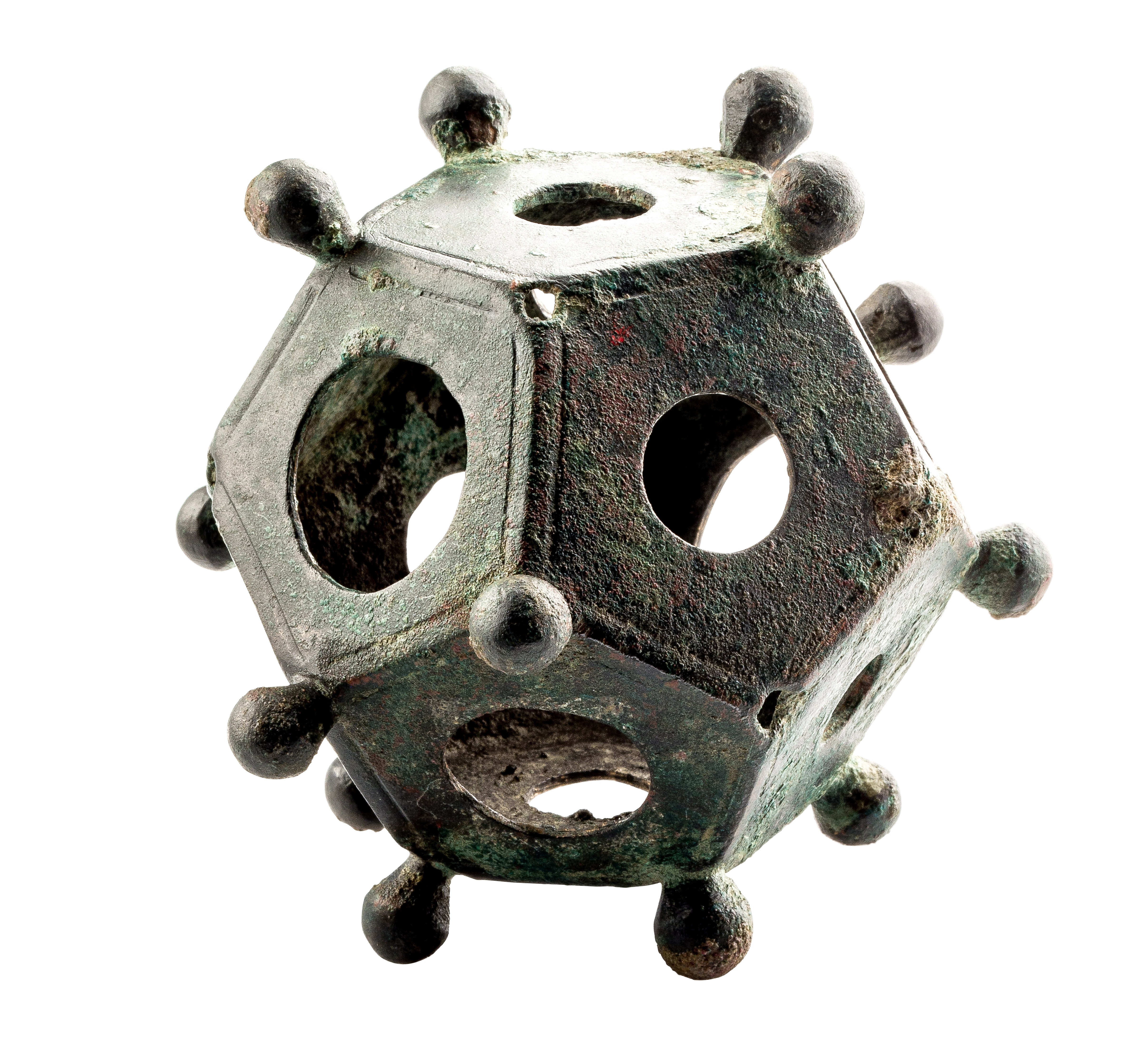
Dodecaedro romano trovato in Tongeren (Belgio), Museo gallo-romano (Tongeren)

I dodecaedri romani sono fusi in metallo, solitamente una lega di rame. Hanno la forma di dodecaedri regolari, con l'aggiunta di una piccola sfera di metallo su ciascun vertice; ogni faccia ha un foro circolare al centro. I dodecaedri variano in dimensioni da 4 a 11 cm; i fori sulle loro facce hanno diametri che vanno da 6 mm a 40 mm. L'esempio più leggero conosciuto pesa 35 grammi; il più pesante 1000 grammi.
I dodecaedri sono stati fusi utilizzando la tecnica della cera persa. Le superfici interne dei dodecaedri sono lasciate grezze, mentre le superfici esterne sono ben rifinite e probabilmente lucidate. La maggior parte è decorata con cerchi, linee e punti, ma non vi sono lettere o numeri su nessuno degli oggetti. Lo schema decorativo più comune prevede due o tre cerchi concentrici inscritti attorno ai fori. 
Le sfere metalliche sui vertici del dodecaedro non sono perfettamente regolari, il che suggerisce che siano state realizzate senza l'uso di uno stampo. Sono generalmente saldate al corpo del dodecaedro, sebbene l'esempio di Carmarthen nella collezione della Society of Antiquaries di Londra sia stato fuso in un unico pezzo, comprese le sfere.

## Possibili funzioni

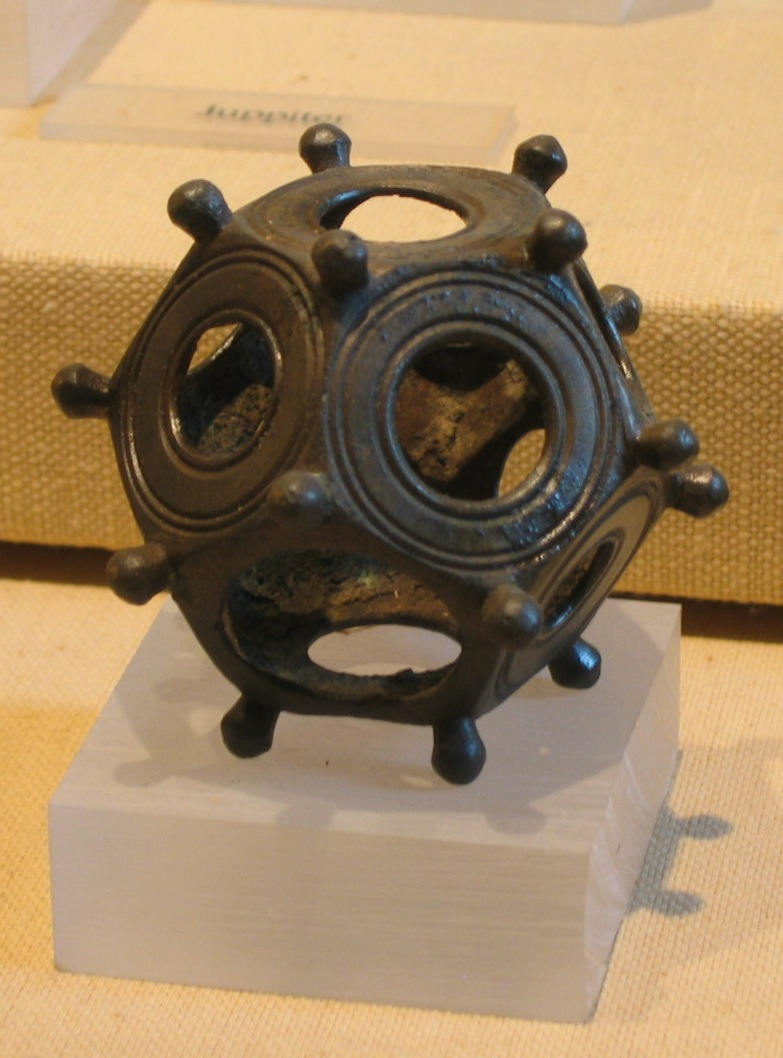
Dodecaedro romano trovato in Germania in mostra al castello di Saalburg vicino a Bad Homburg.

La letteratura scientifica non ritiene possibile attualmente determinare le funzioni del dodecaedro e nemmeno se si trattasse di un oggetto di uso pratico oppure simbolico e rituale . La particolarità dell'oggetto ha acceso il dibattito nel grande pubblico e le ipotesi formulate negli anni sono numerose. Tra le altre si possono menzionare le seguenti:  
- un oggetto ad uso militare: l'ingegnere in pensione John Ladd suggerisce possa trattarsi di uno strumento per definire la dimensione ottimale delle armi dei Romani. Secondo tale ipotesi il dodecaedro veniva immerso in un fluido per migliorare la fabbricazione dei proiettili per le fionde.[10] La teoria esposta è in realtà troppo complessa in relazione all'epoca storica ed inoltre molti oggetti sono stati trovati in luoghi abitati e non sui campi di battaglia.
- un oggetto ingegneristico: taluni ipotizzano utilizzi ingegneristici dell'oggetto, ad esempio per stabilire la calibratura dei tubi per il trasporto dell'acqua, facendoli passare attraverso i fori, oppure come elementi di snodo delle stesse tubature. Il ritrovamento di manufatti privi di fori potrebbe avvalorare questa tesi anche se non vi sono prove di un tale utilizzo.
- un oggetto di misurazione monetario: diversi dodecaedri sono stati trovati assieme a tesori di monete, suggerendo che il loro uso fosse collegato a queste, ad esempio per controllare facilmente che le stesse si adattassero a un certo diametro e non fossero tagliate o limate.[11]
- un oggetto per tessere: la presenza degli spuntoni potrebbero offrire un appiglio ad eventuali filati, anche se gli strumenti utilizzati all'epoca erano diversi e sono noti agli storici. Alcuni studiosi dilettanti hanno realizzato una copia in 3D di un dodecaedro romano e hanno provato a tessere un guanto. L'idea è coerente all'eventuale utilizzo nei siti di scoperta, caratterizzati da climi più rigidi rispetto a quello mediterraneo.[12]
- un oggetto culturale; poiché la maggior parte di questi oggetti fu trovata in luoghi dove la cultura romana si fuse con quella celtica, alcuni studiosi ipotizzano che il dodecaedro avesse una funzione religiosa, con i dodici fori che simboleggerebbero i fenomeni cosmici.[12] Altri ipotizzano potesse contenere statuine rappresentanti gli dei oppure candele votive - in alcuni manufatti sono state trovate tracce di cera - o anche avere una valenza "magica" e "protettiva". Queste teorie contrastano tuttavia con il fatto che furono trovati i dodecaedri solo in alcune zone dell'Impero Romano e non in tutti i territori occupati.Dodecaedri di dimensioni diverse esposti in Olanda

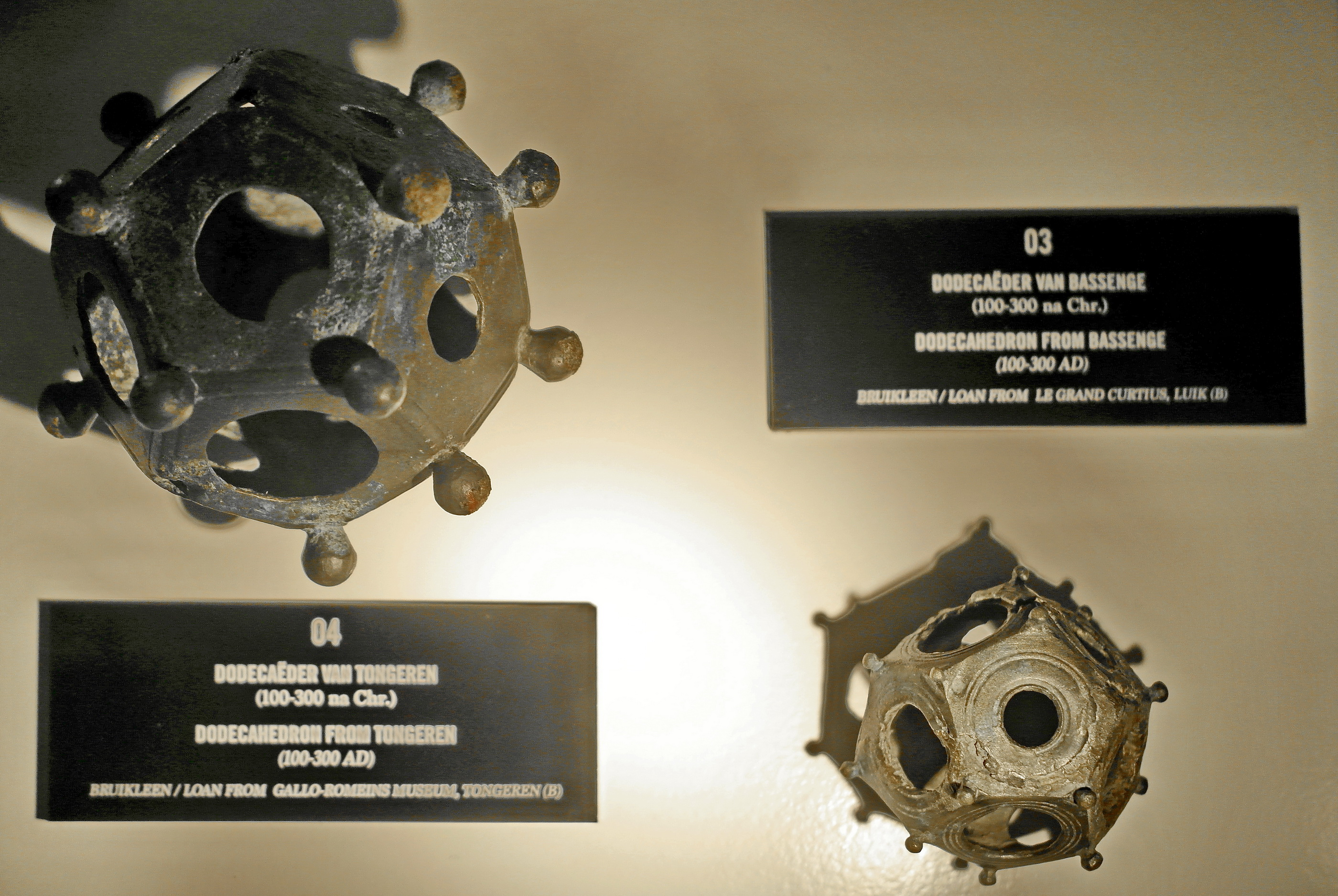
Dodecaedri di dimensioni diverse esposti in Olanda

- un oggetto calendariale; nel 2010, Sjra Wagemans, della DSM Research, ha proposto una teoria - che fa però uso di complessi calcoli matematici - secondo la quale l'oggetto servirebbe per determinare gli equinozi di primavera e di autunno. Secondo Wagemans, che ha fatto anche degli esperimenti sul campo, il dodecaedro sarebbe un oggetto legato al ciclo agricolo ed era usato per determinare, in assenza di un calendario e grazie al passaggio dei raggi del sole attraverso i fori,[12] il periodo più adatto per la semina del grano.[10]
- uno strumento di misurazione: la dottoressa Amelia Carolina Sparavigna, del Politecnico di Torino, ipotizza che il dodecaedro servisse come strumento per misurare le distanze, in particolare per la suddivisione degli appezzamenti di terreno e a scopo militare.[13] Il difetto di questa teoria è che i dodecaedri si presentano in molte dimensioni diverse, che li rende difficilmente standardizzati per questo tipo di operazioni.[12]
- Altre teorie senza riscontro li definiscono dei semplici oggetti ornamentali, dei giocattoli per bambini, dei pesi per le reti da pesca, degli strumenti musicali simili a campanelle.[10]